# フェリチェ・ヴァリーニ
フェリチェ・ヴァリーニ（Felice Varini、1952年 - ）は、スイス生まれの現代美術アーティスト。フランス在住。
ある地点からみたら、建物の壁に幾何学模様が平面に見えるような作品で有名。この作品制作は、投光器を使って壁面に図形を照射して行う。
日本では、1994年にファーレ立川に、2001年に札幌ドームにてパブリックアートを展示、2007年の「大阪・アート・カレイドスコープ」では大阪府庁舎と大阪証券取引所ビルに展示。2008年には名古屋大学教養教育院中庭に「20の点と10の直線」が設置された。